# Káto Giannéi
 (juin 2025).
Káto Giannéi (grec moderne : Κάτω Γιανναίοι) est une localité située dans le dème de Mégalopolis, dans le district régional d'Arcadie, dans la périphérie du Péloponnèse, en Grèce.
Selon le recensement de 2021, elle compte 36 habitants.